# Российское историческое общество
Ассоциация «Росси́йское истори́ческое о́бщество» (РИО) — основанная 20 июня 2012 года российская научная общественная организация, декларирующая своё преемство от Императорского Русского исторического общества, существовавшего в Российской империи в 1866—1917 годах.

## Деятельность
Согласно уставу, целью РИО является «объединение усилий общества, государства, учёных, творческих деятелей и любителей истории для формирования общероссийской исторической культуры на основе объективного изучения, освещения и популяризации отечественной и мировой истории, сохранения национальной памяти, а также сохранение объектов культурного наследия». При создании общество его основной задачей было названо «развитие национального исторического просвещения».
Возглавил общество председатель Государственной думы доктор экономических наук Сергей Нарышкин, председателем правления стал доктор юридических наук Сергей Шахрай.
Соучредителями выступили Российская академия наук, Московский государственный университет, МГИМО, музей «Московский Кремль», «Императорское православное палестинское общество», фонд «Русский мир», Фонд исторической перспективы, Фонд современной истории и другие организации.
В первую очередь, перед обществом были поставлены задачи создания нового «переосмысленного» единого учебника истории для школьников и подготовки к празднованию в 2013 году 400-летию дома Романовых. 27 февраля 2013 года в Патриарших палатах Кремля состоялось заседание совета общества, приуроченное к 400-летию Земского собора 1613 года. На заседании, в частности, было представлено факсимильное издание рукописной книги XVII века об избрании на царство Михаила Фёдоровича. В преддверии заседания Сергей Шахрай опубликовал в «Газете.ru» статью «Напишем историю вместе», в которой предлагал «создать не просто единый, но принципиально новый учебник истории по технологии глобального проекта Wikipedia».
В июне 2013 года президиум общества на заседании определил «31 спорный эпизод, который надо растолковать преподавателям» в рамках работы над единым учебником. В октябре был объявлен конкурс на работу по созданию концепции учебника.
В 2014 году по решению Российского исторического общества начался конкурс издательств по написанию школьных учебников на основе Единого историко-культурного стандарта.
- Заседание совета Российского исторического общества, 2013
- В. В. Путин на встрече с авторами концепции нового учебника истории, 2014
- Лист марок России 2016 года ко 150-летию Российского исторического общества